# Lista de prefeitos de Araraquara
Esta é uma lista de Prefeitos do município de Araraquara. O município foi administrado pela Câmara Municipal até 1 de agosto de 1896, quando foi criada a Intendência Geral, separando-se assim o Poder Legislativo do Poder Executivo. O papel do intendente geral era equivalente ao de prefeito até que a denominação atual Prefeito foi oficialmente adotada em 10 de julho de 1906.

## Intendentes nomeados pelo Governador (1896–1906)
| N.º | Nome                           | Imagem | Partido político                 | Início do mandato | Fim do mandato |
| 1   | Manuel Joaquim Pinto de Arruda |        | Partido Republicano Paulista PRP | 1896              | 1898           |
| 2   | João Nogueira de Camargo       |        | Partido Republicano Paulista PRP | 1898              | 1899           |
| 3   | José Infante Vieira            |        | Partido Republicano Paulista PRP | 1899              | 1900           |
| 4   | Antônio Corrêa de Arruda       |        | Partido Republicano Paulista PRP | 1900              | 1901           |
| 5   | Camilo Dantas Horta            |        | Partido Republicano Paulista PRP | 1901              | 1902           |
| 6   | Antônio Corrêa de Arruda       |        | Partido Republicano Paulista PRP | 1902              | 1903           |
| 7   | João de Almeida Moraes         |        | Partido Republicano Paulista PRP | 1903              | 1904           |
| 8   | Germano Machado                |        | Partido Republicano Paulista PRP | 1904              | 1905           |
| 9   | Pio Corrêa de Almeida Moraes   |        | Partido Republicano Paulista PRP | 1905              | 1906           |

## Prefeitos eleitos pela Câmara Municipal (1906–1930)
| N.º | Nome                           | Imagem | Partido político                 | Início do mandato     | Fim do mandato        |
| 10  | Pio Corrêa de Almeida Moraes   |        | Partido Republicano Paulista PRP | 1906                  | 1907                  |
| 11  | Américo Danielli               |        | Partido Republicano Paulista PRP | 1908                  | 1910                  |
| 12  | Dário Alves de Carvalho        |        | Partido Republicano Paulista PRP | 1911                  | 1916                  |
| 13  | Plínio de Carvalho             |        | Partido Republicano Paulista PRP | 1917                  | 1930                  |
| 14  | Augusto Freire da Silva Júnior |        | Partido Republicano Paulista PRP | 9 de dezembro de 1930 | 30 de janeiro de 1931 |

## Prefeitos nomeados ou reintegrados (1930–1948)
| N.º | Nome                            | Imagem | Partido político                  | Início do mandato      | Fim do mandato          |
| 15  | Cristiano Infante Vieira        |        | Partido Republicano Paulista PRP  | 31 de janeiro de 1931  | 16 de abril de 1931     |
| 16  | Mário Arantes de Almeida        |        | Partido Republicano Paulista PRP  | 17 de abril de 1931    | 3 de julho de 1932      |
| 17  | Francisco Vaz Filho             |        | Partido Republicano Paulista PRP  | 4 de julho de 1932     | 3 de outubro de 1932    |
| 18  | Faustino Cândido Gomes          |        | Partido Republicano Paulista PRP  | 4 de outubro de 1932   | 13 de outubro de 1932   |
| 19  | Francisco Vaz Filho             |        | Partido Republicano Paulista PRP  | 14 de outubro de 1932  | 19 de dezembro de 1932  |
| 20  | Cristiano Infante Vieira        |        | Partido Republicano Paulista PRP  | 20 de dezembro de 1932 | 8 de janeiro de 1933    |
| 21  | Cantídio Afonso dos Santos      |        | Partido Republicano Paulista PRP  | 9 de janeiro de 1933   | 23 de agosto de 1933    |
| 22  | Lafayette Müller Leal           |        | Partido Republicano Paulista PRP  | 24 de agosto de 1933   | 29 de maio de 1934      |
| 23  | Heitor de Souza Pinheiro        |        | Partido Republicano Paulista PRP  | 30 de maio de 1934     | 7 de julho de 1935      |
| 24  | José Maria Paixão               |        | Partido Republicano Paulista PRP  | 8 de julho de 1935     | 2 de maio de 1936       |
| 25  | José de Abreu Izique            |        | Partido Republicano Paulista PRP  | 3 de maio de 1936      | 2 de agosto de 1936     |
| 26  | José Maria Paixão               |        | Partido Republicano Paulista PRP  | 3 de agosto de 1936    | 16 de julho de 1938     |
| 27  | Antenor Borba                   |        | Partido Liberal Paulista PLP      | 17 de julho de 1938    | 22 de janeiro de 1940   |
| 28  | Camilo Gavião de Souza Neves    |        | Partido Liberal Paulista PLP      | 23 de janeiro de 1940  | 21 de novembro de 1945  |
| 29  | Fernando de Nogueira Cavalcanti |        | União Democrática Republicana UDR | 22 de novembro de 1945 | 19 de dezembro de 1945  |
| 30  | Camilo Gavião de Souza Neves    |        | União Democrática Republicana UDR | 20 de dezembro de 1945 | 28 de fevereiro de 1946 |
| 31  | João Soares de Arruda           |        | União Democrática Republicana UDR | 1 de março de 1946     | 28 de fevereiro de 1947 |
| 32  | Cândido de Barros               |        | Partido Social Democrático PSD    | 1 de março de 1947     | 10 de abril de 1947     |
| 33  | José dos Santos                 |        | Partido Social Democrático PSD    | 11 de abril de 1947    | 8 de maio de 1947       |
| 34  | Cândido de Barros               |        | Partido Social Democrático PSD    | 9 de maio de 1947      | 30 de maio de 1947      |
| 35  | Dorival Alves                   |        | Partido Social Democrático PSD    | 31 de maio de 1947     | 30 de janeiro de 1948   |

## Prefeitos democraticamente eleitos (1948–presente)
| N.º | Nome                         | Imagem               | Partido político                                 | Início do mandato      | Fim do mandato                          | Observações |
| --- | ---------------------------- | -------------------- | ------------------------------------------------ | ---------------------- | --------------------------------------- | --- |
| 36  | José dos Santos              |                      | Partido Social Progressista PSP                  | 31 de janeiro de 1948  | 30 de janeiro de 1952                   | Eleição municipal de Araraquara em 1947                                                                                                   |
| 37  | Antônio Tavares Pereira Lima |                      | Partido Trabalhista Brasileiro PTB               | 31 de janeiro de 1952  | 30 de janeiro de 1956                   | Eleição municipal de Araraquara em 1951                                                                                                   |
| 38  | Rômulo Lupo                  |                      | Partido Trabalhista Brasileiro PTB               | 31 de janeiro de 1956  | 30 de janeiro de 1960                   | Eleição municipal de Araraquara em 1955                                                                                                   |
| 39  | Benedito de Oliveira         |                      | Partido Trabalhista Nacional PTN                 | 31 de janeiro de 1960  | 30 de janeiro de 1964                   | Eleição municipal de Araraquara em 1959                                                                                                   |
| 40  | Rômulo Lupo                  |                      | União Democrática Nacional UDN                   | 31 de janeiro de 1964  | 30 de janeiro de 1969                   | Eleição municipal de Araraquara em 1963                                                                                                   |
| 41  | Rubens Cruz                  |                      | Aliança Renovadora Nacional ARENA                | 31 de janeiro de 1969  | 30 de janeiro de 1973                   | Eleição municipal de Araraquara em 1968                                                                                                   |
| 42  | Clodoaldo Medina             |                      | Aliança Renovadora Nacional ARENA                | 31 de janeiro de 1973  | 30 de janeiro de 1977                   | Eleição municipal de Araraquara em 1972                                                                                                   |
| 43  | Waldemar de Santi            |                      | Movimento Democrático Brasileiro MDB             | 31 de janeiro de 1977  | 31 de janeiro de 1983                   | Eleição municipal de Araraquara em 1976 (mandato prorrogado até 31/01/1983 por determinação da emenda constitucional n° 14 de 09/11/1980) |
| 44  | Clodoaldo Medina             |                      | Partido do Movimento Democrático Brasileiro PMDB | 1 de fevereiro de 1983 | 31 de dezembro de 1988                  | Eleição municipal de Araraquara em 1982                                                                                                   |
| 45  | Waldemar de Santi            |                      | Partido Democrático Social PDS                   | 1 de janeiro de 1989   | 31 de dezembro de 1992                  | Eleição municipal de Araraquara em 1988                                                                                                   |
| 46  | Roberto Massafera            |                      | Partido da Social Democracia Brasileira PSDB     | 1 de janeiro de 1993   | 31 de dezembro de 1996                  | Eleição municipal de Araraquara em 1992                                                                                                   |
| 47  | Waldemar de Santi            |                      | Partido Progressista Brasileiro PPB              | 1 de janeiro de 1997   | 31 de dezembro de 2000                  | Eleição municipal de Araraquara em 1996                                                                                                   |
| 48  | Edinho Silva                 |                      | Partido dos Trabalhadores PT                     | 1 de janeiro de 2001   | 31 de dezembro de 2004                  | Eleição municipal de Araraquara em 2000                                                                                                   |
| 48  | Edinho Silva                 | 1 de janeiro de 2005 | Partido dos Trabalhadores PT                     | 31 de dezembro de 2008 | Eleição municipal de Araraquara em 2004 | |
| 49  | Marcelo Barbieri             |                      | Partido do Movimento Democrático Brasileiro PMDB | 1 de janeiro de 2009   | 31 de dezembro de 2012                  | Eleição municipal de Araraquara em 2008                                                                                                   |
| 49  | Marcelo Barbieri             | 1 de janeiro de 2013 | Partido do Movimento Democrático Brasileiro PMDB | 31 de dezembro de 2016 | Eleição municipal de Araraquara em 2012 | |
| 50  | Edinho Silva                 |                      | Partido dos Trabalhadores PT                     | 1 de janeiro de 2017   | 31 de dezembro de 2020                  | Eleição municipal de Araraquara em 2016                                                                                                   |
| 50  | Edinho Silva                 | 1 de janeiro de 2021 | Partido dos Trabalhadores PT                     | 31 de dezembro de 2024 | Eleição municipal de Araraquara em 2020 | |
| 51  | Luís Cláudio Lapena Barreto  |                      | Partido Liberal PL                               | 1 de janeiro de 2025   | Atualidade                              | Eleição municipal de Araraquara em 2024                                                                                                   |